# Catching Tales
Catching Tales è il quarto album di Jamie Cullum. È uscito nel settembre del 2005 nel Regno Unito e poche settimane dopo negli USA.

## Tracce
1. Get your way (Allen Toussaint, Jamie Cullum, Dan Nakamura) - 4:01
2. London Skies (Jamie Cullum, Guy Chambers) - 3:43
3. Photograph (Jamie Cullum) - 5:47
4. I only have eyes for you (Al Dubin, Harry Warren) - 3:58
5. Nothing I do (Jamie Cullum) – 5:03
6. Mind trick (Jamie Cullum, Ben Cullum) – 4:05
7. 21st century kid (Jamie Cullum) – 4:00
8. I'm glad there is you (Jimmy Dorsey, Paul Mertz) – 4:09
9. Oh God (Jamie Cullum, Guy Chambers) – 3:38
10. Catch the sun (Jimi Goodwin, Jez Williams, Andy Williams) – 3:46
11. 7 days to change your life (Jamie Cullum) – 5:37
12. Our day will come (Mort Garson, Bob Hilliard) – 3:55
13. Back to the ground (Jamie Cullum, Ed Harcourt) – 4:37
14. Fascinating rhythm (George Gershwin, Ira Gershwin) – 4:49 (Non inclusa nella versione americana)
15. My yard (Jamie Cullum, Ben Cullum, Teron Beal) – 4:09